# Dachuan (köpinghuvudort i Kina, Hubei Sheng, lat 32,54, long 110,70)
Dachuan (kinesiska: 大川, 大川镇) är en köpinghuvudort i Kina. Den ligger i provinsen Hubei, i den centrala delen av landet, omkring 400 kilometer nordväst om provinshuvudstaden Wuhan. Antalet invånare är 2 920. Befolkningen består av 1 385 kvinnor och 1 535 män. Barn under 15 år utgör 11,0 %, vuxna 15-64 år 76 %, och äldre över 65 år 11,0 %.
Runt Dachuan är det ganska tätbefolkat, med 86 invånare per kvadratkilometer. Närmaste större samhälle är Shiyan, 13,5 km nordost om Dachuan. I omgivningarna runt Dachuan växer i huvudsak blandskog.
Genomsnittlig årsnederbörd är 1 045 millimeter. Den regnigaste månaden är augusti, med i genomsnitt 198 mm nederbörd, och den torraste är december, med 8 mm nederbörd.